# Archithosia decipiens
Archithosia decipiens är en fjärilsart som beskrevs av Holland 1893. Archithosia decipiens ingår i släktet Archithosia och familjen björnspinnare. Inga underarter finns listade i Catalogue of Life.